# Grijskopbuulbuul
De grijskopbuulbuul (Brachypodius priocephalus synoniem: Pycnonotus priocephalus) is een zangvogel uit de familie van de buulbuuls.

## Verspreiding en leefgebied
Deze soort is endemisch in het zuidwesten van India.

## Status
De grootte van de populatie is niet gekwantificeerd maar de soort komt voor in lage dichtheden met een versnipperde verspreiding. Aangenomen wordt dat de aantallen afnemen door habitatverlies als gevolg van ontbossing. Op de Rode lijst van de IUCN heeft deze soort daarom de status gevoelig.